# 北周孝陵

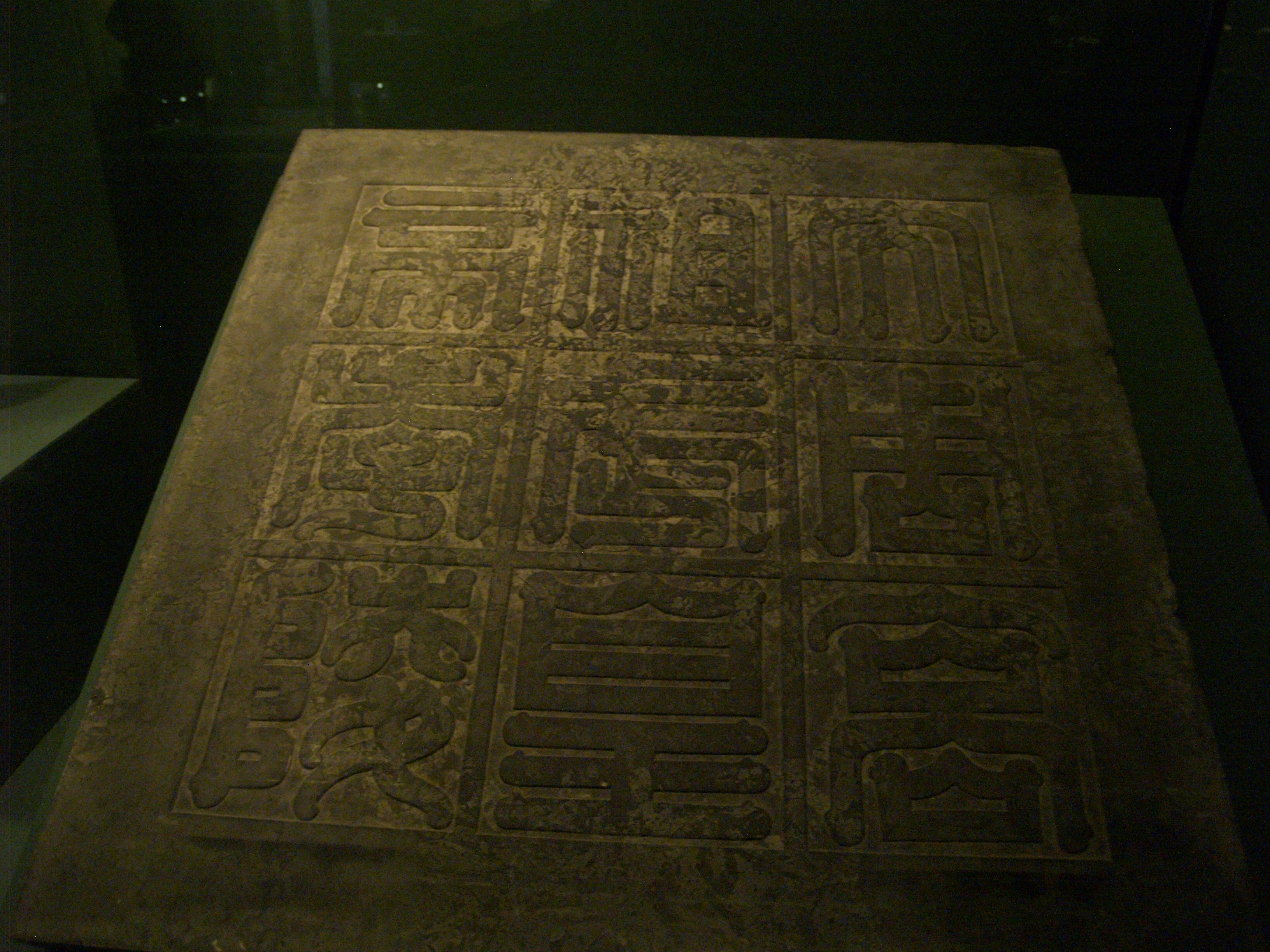
北周武帝墓志

北周孝陵中国周武帝和阿史那皇后的合葬陵墓。位于今陕西省咸阳市渭城区底张镇陈马村东南约1000米处。墓葬坐北朝南，无封土及地面建筑，规模较小。墓葬地下部分由斜坡墓道、5个天井、5个过洞、4个壁龛及甬道、土洞式单墓室组成。1994年至1995年由陕西省考古队对其进行发掘，出土陶俑、陶罐、模型明器、铜带具、玉（石）璧、玉佩饰、玻璃珠、铁片饰等文物以及宇文邕的颅骨、肢骨以及天元皇太后玺。